# 陳度 (越南)
陳度（1923年9月23日—2002年8月9日）越南政治家、越南人民軍中將、持不同政見者。原為越南共產黨黨員，後來由於反對並批判越南共產黨的政策而被開除出黨。

## 生平
陳度原名謝玉珀，在太平省長大。其父是河內一家辦事處的翻譯，社會地位很高。
1939年，陳度成為河內的一名記者。他被法國殖民政府逮捕，但由於缺乏證據，不久獲釋。
1940年加入印度支那共产党（越南共产党前身）。1941年底，他再度被捕，判處15年監禁。1941年末，他自河內的火爐監獄被流放到山羅。在那裡他與黎德壽、春水等人成為獄友。1943年，陳度改為流放崑崙島監獄，途中逃脫，再次投身革命。此後領導抗議活動並投身軍旅生涯。
1946年，陳度作為「河內陣線」（Mặt trận Hà Nội）的政委，參加「全國抗戰」，反抗法國殖民政府。1950年升為少將。
1964年，陳度化名為九榮（Chín Vinh），與阮志清、黎仲迅、阮和、黃琴一起被派往南方，加入越南劳动党南方局，並擔任越南南方解放軍的副政委及軍委副秘書職務。後來他參加了1968年的新春攻勢，在西貢戰役中曾一度攻入西貢市內，但被越南共和國軍和美國擊退。
1960年至1972年，擔任越南共產黨第三屆中央委員。此後在第四、五、六屆皆當選委員直至1991年。
1974年3月，與黎德英、黎仲迅、譚光中、童士元一起被升為中將。
1974年至1976年，擔任越南人民軍政治總局副主任。
越戰結束後，陳度離開軍隊進入政府工作，擔任文化部次長，負責文化文藝。1981年中央文化文藝部成立後，任該部部長兼文化部次長。任內提出五項議決（nghị quyết số 5），在革新開放期間，鞏固了文化開放的進程。1989年至1992年期間，擔任第七屆越南國會副主席、國會文化及教育委員會主任、國家委員會委員。
由於批評越南共產黨其他高層領導，於1999年1月4日被開除出黨。
2002年8月9日，長期患病的陳度逝世。四天以後，官方宣佈了他的死訊。各階層人士及知識份子、文藝工作者出席了他的葬禮。武元甲大將派人贈花圈，已故黎仲迅大將的家人也出席了葬禮。陳度的葬禮戒備森嚴，國會對外委員會主任武貿代表越南官方在追悼會上致詞，列舉了陳度將軍對人民的貢獻，但又補充說陳度在晚年犯下了一些錯誤。陳度將軍的兒子陳勝隨後發言表示，陳度的家人拒絕接受官方悼詞的說法，獲得悼念者熱烈的掌聲。

## 改革觀點
陳度在掌管文化部門期間，他希望給予更多自由。他意識到沒有自由的文化是呆板的，只有政治宣傳的文化也是呆板的。管控越多，文化越呆板，有價值的名作越罕見。
在擔任越南共產黨領導期間，他說：「我擁護黨的領導地位角色。但是領導地位並不意味著獨裁地位。歷史表明所有獨裁者最終會終結在貪污、腐朽的社會及黨自身那裡。」
根據他的觀點，黨內和社會的消極現象潛在的原因部份是因為共產黨的絕對統治。
他堅持認為：共產黨必須放棄獨裁政權，將權力交給國會和政府。應該制定允許新黨派的自由、演講自由的法律，以及新聞法、出版法、選舉法、放棄黨對司法裁判的決策權。
因為這個觀點導致他被開除出黨。